# Cryptocephalus lanpingensis
Cryptocephalus lanpingensis is een keversoort uit de familie bladkevers (Chrysomelidae). De wetenschappelijke naam van de soort werd in 1992 gepubliceerd door Tang.